# Lamborghini Gallardo LP570-4 Superleggera
De Lamborghini Gallardo LP570-4 Superleggera is de opvolger van de Lamborghini Gallardo Superleggera en is in feite een lichtere versie van de Gallardo LP560-4. De Gallardo LP570-4 Superleggera is 70 kg lichter dan de LP560-4 en heeft 10 pk meer vermogen. 
Het verminderde gewicht werd voornamelijk bereikt door het veelvuldig toepassen van carbon (koolstofvezel); zo zijn de achtervleugel, de diffusor, de spiegelbehuizingen, de motorafdekking, de voorspoiler enzovoorts volledig uit carbon opgetrokken. Ook het interieur kreeg een behandeling met het materiaal: onder meer de middencosole, de deurgrepen en een deel van het stuur werden aangepast. Het leder werd vervangen door zijn lichtere equivalent, alcantara. De ramen bleven ook niet onveranderd: de kleine zij-en achterruitjes bestaan uit polycarbonaat.
Het extra vermogen werd verkregen door enkele aanpassingen te maken in het motormanagement.
De voornaamste concurrentie van deze auto bestaat uit de Ferrari 458 Italia en de Porsche 911 Turbo.
Huidige modellen:
Huracán ·
Aventador ·
Urus
Uitvoeringen Lamborghini Gallardo:
Coupé ·
SE ·
Spyder ·
Superleggera ·
LP560-4 ·
LP560-4 Spyder ·
LP550-2 Valentino Balboni ·
LP570-4 Superleggera
Uitvoeringen Lamborghini Murciélago:
Coupé ·
Roadster ·
40th Anniversary ·
LP640 ·
LP640 Roadster ·
LP650-4 Roadster ·
LP670-4 SV ·
Reventón ·
Reventón Roadster
Oudere modellen:
350 GT · 
400 GT · 
Miura · 
Espada · 
Flying Star II · 
Islero · 
Jarama · 
Urraco · 
Countach · 
Silhouette · 
Jalpa · 
LM002 · 
Diablo · 
Murciélago ·
Gallardo
Concepten:
Alar ·
Asterion ·
Athon ·
Estoque ·
Sesto Elemento ·
Portofino